# Daniel Fabris
Daniel Fabris (Bolzano, 7 settembre 1989) è un ex hockeista su ghiaccio italiano, di ruolo difensore.

## Carriera
Daniel Fabris esordì in Serie A2 con l'Hockey Club Eppan-Appiano nella stagione 2005-2006 collezionando due presenze tra stagione regolare e playoff. Nelle stagioni successive giocò da titolare conquistando il titolo nella stagione 2009-2010. Dal 2009 al 2011 fu inoltre prestato per 11 incontri al Bolzano, squadra partner dell'Appiano in Serie A. Nell'estate del 2011 passò definitivamente all'HC Bolzano, conquistando l'anno successivo lo scudetto.
Dopo due stagioni al Bolzano, con 8 punti in 102 presenze, nell'estate del 2013 Fabris si trasferì all'Hockey Club Merano, squadra iscritta a partire dalla stagione 2013-2014 nella Inter-National League.
Nell'estate del 2014 ritornò a giocare in Serie A con la maglia del Cortina. Dopo una sola stagione cambiò nuovamente squadra firmando con i Vipiteno Broncos, dove rimase una sola stagione prima di fare ritorno all'Appiano, in serie B. Giocò con gli altoatesini fino al 2020; rimase poi fermo alcuni anni, per tornare sul ghiaccio nell'ultima parte della stagione 2022-2023, sempre con l'Appiano, prima di appendere definitivamente i pattini al chiodo.
Il fratello Simon Fabris è stato a sua volta giocatore di hockey su ghiaccio, di ruolo portiere, e successivamente allenatore dei portieri.

## Palmarès

### Club
- Campionato italiano: 1

Bolzano: 2011-2012
- Supercoppa italiana: 1

Bolzano: 2012
- Serie A2: 1

Appiano: 2009-2010